# Château du Blanc-Buisson
Pour les articles homonymes, voir Château Blanc.
Le château du Blanc-Buisson est une demeure féodale datant de la fin du XIIIe siècle, qui se dresse sur le territoire de la commune française de Saint-Pierre-du-Mesnil dans le département de l'Eure, en région Normandie.
Le château est inscrit partiellement aux monuments historiques.

## Historique
Le château est construit en 1290 par Colinet Lecomte connétable de Charles le Mauvais allié des Anglais,. Sa forme principale en « I » est un logis à ailes, renforcé d'un donjon carré.
Le château sera en partie détruit, dès 1355, lors de la guerre de Cent Ans et reconstruit par Jean du Merle après mariage en 1474 avec Marie Le Conte de Nonant, puis par son fils Jacques Ier du Merle au XVIe siècle. Ceux-ci remanient le château dans le style Renaissance en réutilisant les anciennes pierres lors des restaurations successives.
Le château sera à nouveau remanié au XVIIIe siècle à la suite de l'incendie de l'aile nord, puis vendu par la famille du Merle en 1801. La nouvelle famille propriétaire, qui le remanie au XIXe siècle, a abouti de nos jours à la famille La Fresnaye. Le château, restauré depuis une trentaine d'années, est promu et animé par l'Association pour la promotion du Blanc Buisson (ASPROB). Il accueille de nombreuses manifestations (Sons et lumière, Festival des arts du spectacle, visites scolaires, etc.), et depuis 2018, des séminaires, réceptions et séjours[réf. souhaitée].

### Quelques personnages
- Jean IV du Merle, baron d'Orbec, cité comme haut et puissant seigneur, commandant de Lisieux, compagnon du duc de Monpensier dans ses combats contre les ligueurs et les Espagnols.
- Jean de La Varende, écrivain du XXe siècle, passa une partie de son enfance au Blanc-Buisson.

## Protection
Au titre des monuments historiques :
- les façades et toitures du château (parfois nommé manoir[4]), ainsi que les douves et les constructions élevées sur le terre-plein, sont inscrites par arrêté du 22 novembre 1949
- le parc entourant le domaine est inscrit par arrêté du 28 mars 1952.